# Delta Corvi
Désignations
δ Crv A : LTT 4742, SAO 157323

Delta Corvi (δ Crv / δ Corvi) est une étoile binaire de troisième magnitude de la constellation australe du Corbeau. Elle est également appelée par son nom traditionnel Algorab (de l'arabe الغراب al-ghuraab, signifiant « le corbeau »). Elle est connue comme 軫宿三 (« la Troisième Étoile du Chariot ») en Chine. D'après la mesure de sa parallaxe annuelle par le satellite Hipparcos, le système est situé à ∼ 87 a.l. (∼ 26,7 pc) de la Terre.
L'étoile primaire, désignée Delta Corvi A, est une étoile sous-géante de type spectral A0IV(n)kB9 et d'une magnitude de 2,94. Son compagnon, Delta Corvi B, est une naine orange de type spectral K2Ve, localisée à 24,2 secondes d'arc de l'étoile primaire. Sa magnitude apparente est de 8,43.